# Elsen
Elsen (Nedersaksisch: Ealsn) is een buurtschap in de gemeente Hof van Twente, provincie Overijssel (Nederland).
Tegenwoordig wordt de buurt ook vaak Elsen-Herike genoemd, aangezien de buurten Elsen en Herike nauw met elkaar verweven zijn.
Voor 1 januari 2001 hoorde Elsen onder de gemeente Markelo die toen opging in de gemeente Hof van Twente. Tot 1811 maakte het deel uit van het Twentse richterambt Kedingen.
In Elsen lag vroeger de havezate Elsen.